# 山道佳子
山道 佳子（やまみち よしこ、1962年 - ）は、日本の歴史学者。専門はカタルーニャ近現代史。慶應義塾大学文学部教授。元スペイン史学会代表。

## 人物・経歴
兵庫県神戸市生まれ。1984年上智大学外国語学部イスパニア語学科卒業。1987年上智大学大学院外国語学研究科国際関係論専攻修士課程修了、国際学修士。1992年上智大学大学院文学研究科史学専攻博士後期課程単位取得退学。2000年静岡大学情報学部助教授。2005年慶應義塾大学文学部助教授。2009年同教授。2010年東京大学非常勤講師。2016年スペイン史学会代表。専門はカタルーニャ近現代史。

## 著書
- 『バルセローナ : 地中海のざわめき』（森枝雄司と共著）洋泉社 1990年
- 『スペイン語でお願いします! : スペイン語初級総合教材』（マルティネス・アストゥディヨ，ヘススMと共著）同学社 2005年
- 『浜松まつり : 学際的分析と比較の視点から』（荒川章二, 笹原恵, 山道太郎と共著）岩田書院 2006年
- 『近代都市バルセロナの形成 : 都市空間・芸術家・パトロン』（八嶋由香利, 鳥居徳敏, 木下亮と共著）慶應義塾大学出版会 2009年